# CSNK2A1
CSNK2A1 (англ. Casein kinase 2 alpha 1) – білок, який кодується однойменним геном, розташованим у людей на короткому плечі 20-ї хромосоми. Довжина поліпептидного ланцюга білка становить 391 амінокислот, а молекулярна маса — 45 144.
| 10         |  | 20         |  | 30         |  | 40         |  | 50         |
| ---------- |  | ---------- |  | ---------- |  | ---------- |  | ---------- |
| MSGPVPSRAR |  | VYTDVNTHRP |  | REYWDYESHV |  | VEWGNQDDYQ |  | LVRKLGRGKY |
| SEVFEAINIT |  | NNEKVVVKIL |  | KPVKKKKIKR |  | EIKILENLRG |  | GPNIITLADI |
| VKDPVSRTPA |  | LVFEHVNNTD |  | FKQLYQTLTD |  | YDIRFYMYEI |  | LKALDYCHSM |
| GIMHRDVKPH |  | NVMIDHEHRK |  | LRLIDWGLAE |  | FYHPGQEYNV |  | RVASRYFKGP |
| ELLVDYQMYD |  | YSLDMWSLGC |  | MLASMIFRKE |  | PFFHGHDNYD |  | QLVRIAKVLG |
| TEDLYDYIDK |  | YNIELDPRFN |  | DILGRHSRKR |  | WERFVHSENQ |  | HLVSPEALDF |
| LDKLLRYDHQ |  | SRLTAREAME |  | HPYFYTVVKD |  | QARMGSSSMP |  | GGSTPVSSAN |
| MMSGISSVPT |  | PSPLGPLAGS |  | PVIAAANPLG |  | MPVPAAAGAQ |  | Q          |

A: Аланін

C: Цистеїн

D: Аспарагінова кислота

E: Глутамінова кислота

F: Фенілаланін

G: Гліцин

H: Гістидин

I: Ізолейцин

K: Лізин

L: Лейцин

M: Метіонін

N: Аспарагін

P: Пролін

Q: Глутамін

R: Аргінін

S: Серин

T: Треонін

V: Валін

W: Триптофан

Кодований геном білок за функціями належить до трансфераз, кіназ, серин/треонінових протеїнкіназ, фосфопротеїнів. 
Задіяний у таких біологічних процесах, як апоптоз, транскрипція, регуляція транскрипції, клітинний цикл, біологічні ритми, сигнальний шлях Wnt, альтернативний сплайсинг. 
Білок має сайт для зв'язування з АТФ, нуклеотидами. 
Локалізований у ядрі.